# کودا پی‌ال‌سی
کودا پی‌ال‌سی (انگلیسی: Coda) شرکت نرم‌افزاری بریتانیایی است، که در سال ۱۹۷۹ توسط رادنی پراتس و کریستوفر لیناکس تأسیس شد و هم‌اکنون از شرکت‌های زیرمجموعه یونیت۴ می‌باشد.